# Ashley Walker
Ashley Janeen Walker (ur. 24 lutego 1987 w Stockton) – amerykańska koszykarka występująca na pozycjach silnej skrzydłowej lub środkowej, posiadająca także rumuńskie obywatelstwo, reprezentantka tego kraju, obecnie zawodniczka Mersin BŞB, a w okresie letnim Los Angeles Sparks, w WNBA.
Została pierwszą w historii drużyny California Golden Bears zawodniczką, która przekroczyła 1000 zdobytych punktów, 800 zbiórek, 200 asyst i 100 bloków. Została też liderką wszech czasów zespołu w liczbie zbiórek, celnych i oddanych rzutów wolnych.
Jej starszy brat Tiran Jr gra profesjonalnie w koszykówkę, w Wielkiej Brytanii. Jest także spokrewniona z byłym zawodnikiem NBA – Jamesem Hardym.

## Osiągnięcia
Stan na 13 kwietnia 2019, na podstawie, o ile nie zaznaczono inaczej.
NCAA
- Uczestniczka turnieju NCAA (2006–2009)
- MVP turnieju:
  - Paradise Jam (2009)
  - Timeout for HIV/AIDS Classic (2007)
  - Contra Costa Times Classic (2007)
- Zaliczona do:
  - I składu:
    - I składu All-American (2009 przez USBWA)
    - najlepszych pierwszorocznych zawodniczek Pac-10 (2006)
    - Pac-10 (2007, 2008, 2009)
    - defensywnego Pac-10 (2008, 2009)
    - turnieju:
      - Paradise Jam (2009)
      - Colliers International Classic (2009)
      - Timeout for HIV/AIDS Classic (2007)
      - Contra Costa Times Classic (2007)
      - Vanderbilt Thanksgiving (2007)

  - II składu All-American (2008 przez Sports Illustrated)
  - III składu All-American (2009 przez Associated Press)
  - składu honorable mention All-American (2007 przez Associated Press, 2008 przez State Farm/WBCA, Associated Press, 2009 przez Associated Press, WBCA)

- Liderka:
  - strzelczyń Pac-10 (2009)
  - Pac-10 w zbiórkach (2007)

Drużynowe
- Mistrzyni Włoch (2016)
- Wicemistrzyni:
  - EuroCup (2018)
  - Włoch (2014, 2015)
- Zdobywczyni superpucharu Włoch (2015)
- Finalistka pucharu:
  - Włoch (2015, 2016)
  - Izraela (2011)[3]

Indywidualne
(* – nagrody przyznane przez eurobasket.com)
- MVP superpucharu Włoch (2015)
- Zaliczona do:
  - II składu ligi izraelskiej (2011)*[3]
  - składu honorable mention ligi rumuńskiej (2013)[4]
- Uczestniczka meczu gwiazd ligi tureckiej (2012)[5]

Reprezentacja
- Uczestniczka kwalifikacji do Eurobasketu (2017)